# Schloßberg (Merzalben)
Der Schloßberg ist ein 437 m ü. NHN hoher Berg im Gräfensteiner Land, einem Teilbereich des Pfälzerwaldes.

## Geographie

### Lage
Der Schloßberg befindet sich auf der Gemarkung der Ortsgemeinde Merzalben unmittelbar südöstlich von deren Siedlungsgebiet. Nördlich verläuft außerdem die Merzalbe und im Osten der Wartenbach; somit ist er Bestandteil der Pfälzischen Hauptwasserscheide. Weitere Berge in unmittelbarer Umgebung sind – alle samt im Osten –  Wartenberg samt dessen Gipfelplateau Wartenberger Kopf, der 521 m ü. NHN hohe Winschertberg, der Schmale Hals und schließlich der 609,9 m ü. NHN hohe Weißenberg, durch die der Berg lediglich eine geringe Dominanz aufweist.

### Naturräumliche Zuordnung
1. Großregion 1. Ordnung: Schichtstufenland beiderseits des Oberrheingrabens
2. Großregion 2. Ordnung: Pfälzisch-saarländisches Schichtstufenland
3. Großregion 3. Ordnung: Pfälzerwald
4. Region 4. Ordnung (Haupteinheit): Mittlerer Pfälzerwald
5. Region 5. Ordnung: Gräfensteiner Land

## Bauwerke
Auf einem Felsplateau des Bergs befindet sich die Ruine der Burg Gräfenstein.

## Natur
Die Ostflanke ist Teil der Kernzone Quellgebiet der Wieslauter des Naturparks Pfälzerwald.

## Verkehr
Auf den Schloßberg führt vom Merzalber Siedlungsgebiet her kommend die Kreisstraße 52.

## Tourismus
Westlich des Bergs befindet sich die vom Pfälzerwald-Verein betriebene Gräfensteinhütte. Über den Schloßberg verlaufen unter anderem der Prädikatswanderweg Pfälzer Waldpfad und der mit einem roten Balken markierte Fernwanderweg Donnersberg–Donon. Entlang der Nord- und Ostflanke führt außerdem der Radweg Pfälzerwald-Tour.